# Архитектурный модернизм
.
Архитектурный модернизм (фр. modernisme, от фр. moderne — новейший, современный; «англ. modern» — современный, новый) — движение в архитектуре XX века, переломное по содержанию, связанное с решительным обновлением форм и конструкций, отказом от художественных стилей прошлого. Охватывает период с начала 1900-х годов и по 1960-е годы, когда в архитектуре стран Западной Европы и США возникли новые тенденции постмодернизма. В специальной литературе термину «архитектурный модернизм» соответствуют английские термины «modern architecture», «modern movement» или же просто «modern», используемые в том же контексте. Выражение «модернизм» употребляется иногда в качестве синонима понятия «современная архитектура».
Наиболее известные имена архитекторов, чье творчество стало определяющим в архитектуре модернизма, это Ле Корбюзье, Людвиг Мис ван дер Роэ, Вальтер Гропиус, Фрэнк Ллойд Райт, Рихард Нойтра, Алвар Аалто, Оскар Нимейер.
Архитектурный модернизм включает такие архитектурные течения первой половины XX века, как европейский конструктивизм (1910—1920-е годы), функционализм 1920—1930-х годов, рационализм, советский авангард 20-х годов, движение «Баухаус» в Германии, интернациональный стиль 1930—1950-х годов в Европе и США, брутализм, советский модернизм, органическая архитектура.

## Общая характеристика
Кредо архитектурного модернизма заключено в самом названии — это создание принципиально нового, что соответствовало бы духу современности, требованиям сегодняшнего дня. В модернизме присутствует принципиальная установка на обновление художественного языка, новизну архитектуры, — как конструктивных и планировочных идей, закладываемых в проект, так и внешних пластических форм. Образное выражение «призмы из бетона и стекла» хорошо передаёт общий характер построек модернизма.
Основные принципы архитектурного модернизма:
- использование самых современных строительных материалов и конструкций (в частности, стального или ж/б каркаса).
- рациональный подход к решению внутренней планировки (функциональный подход),
- отсутствие тенденций украшательства, принципиальный отказ от исторических реминисценций в облике сооружений,
- «интернациональный» характер.

В своих истоках архитектурный модернизм основывался на новейших достижениях научно-технического и промышленного прогресса, а также на передовых социально-реформаторских идеях своего времени. Социальные установки архитекторов-модернистов отличались, как правило, явным демократизмом, а то и левизной, — по крайней мере, во многих декларациях его теоретиков.
Предшественник модернизма в архитектуре — стиль модерн (югендстиль), последующий за модернизмом стиль — постмодернизм, основная черта которого — отказ от примата функции и возврат к использованию элементов традиционных исторических стилей.

## Истоки: вторая половина XIX века

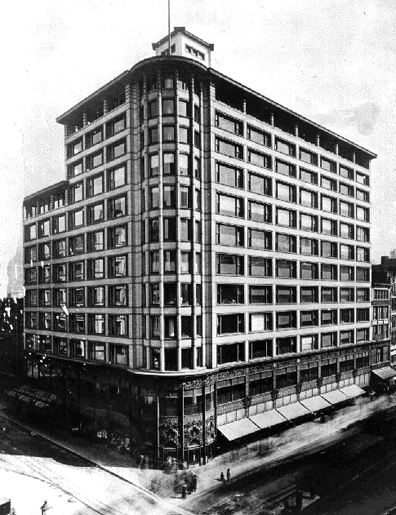
Торговый дом Шлезингер и Майер, 1899—04. Арх. Л. Салливан

#### Новые материалы — новые формы
Современная архитектура (модернизм) имела главным источником и вдохновляющим началом техническую и промышленную революцию конца XIX — начала XX века. Железобетон, чрезвычайно прочный и устойчивый к нагрузкам материал, был впервые запатентован в 1867 году. Придумал его французский садовник Жозеф Монье, пытаясь найти решение для изготовления обычных садовых кадок — что положило начало развитию лёгких и прочных конструкций из железобетона (армированного бетона), используемых поначалу в промышленном строительстве, а позже и в жилых и общественных зданиях. В это же время было освоено строительство из металла — металлические конструкции, зачастую с большими пролётами, применялись в строительстве оранжерей, мостов, для перекрытий вокзальных перронов и больших городских рынков. Известные постройки эпохи, возведённые с применением металлических конструкций и литого по новой технологии стекла: Библиотека Святой Женевьевы в Париже (1850), Хрустальный дворец Д. Пэкстона в Лондоне (1851), Дворец Машин на парижской выставке (1889), Бруклинский мост (1883) и другие. Ко Всемирной выставке 1889 года в Париже была возведена Эйфелева башня — поначалу как сугубо временное сооружение выставки, а позже ставшая главным градостроительным акцентом Парижа, символом технического и строительного прогресса.

#### Идеологи «нового движения»
Большую роль в развитии новых тенденций сыграло движение «искусства и ремесла» в Великобритании, вдохновителями которого были художник и эссеист Уильям Моррис, художник и писатель Джон Рескин. Значение рационального подхода отстаивал в своих теориях и проектах Ч. Р. Макинтош, лидер английского модерна, один из членов так называемой Школы Глазго. В других странах теоретическую основу движения к обновлению архитектуры и дизайна на этом этапе подготовили статьи, книги (а также и постройки) таких видных архитекторов и теоретиков архитектуры, как Готфрид Земпер (Германия), А. Ван де Вельде (Бельгия), Виолле-ле-Дюк (Франция), Отто Вагнер (Австрия).

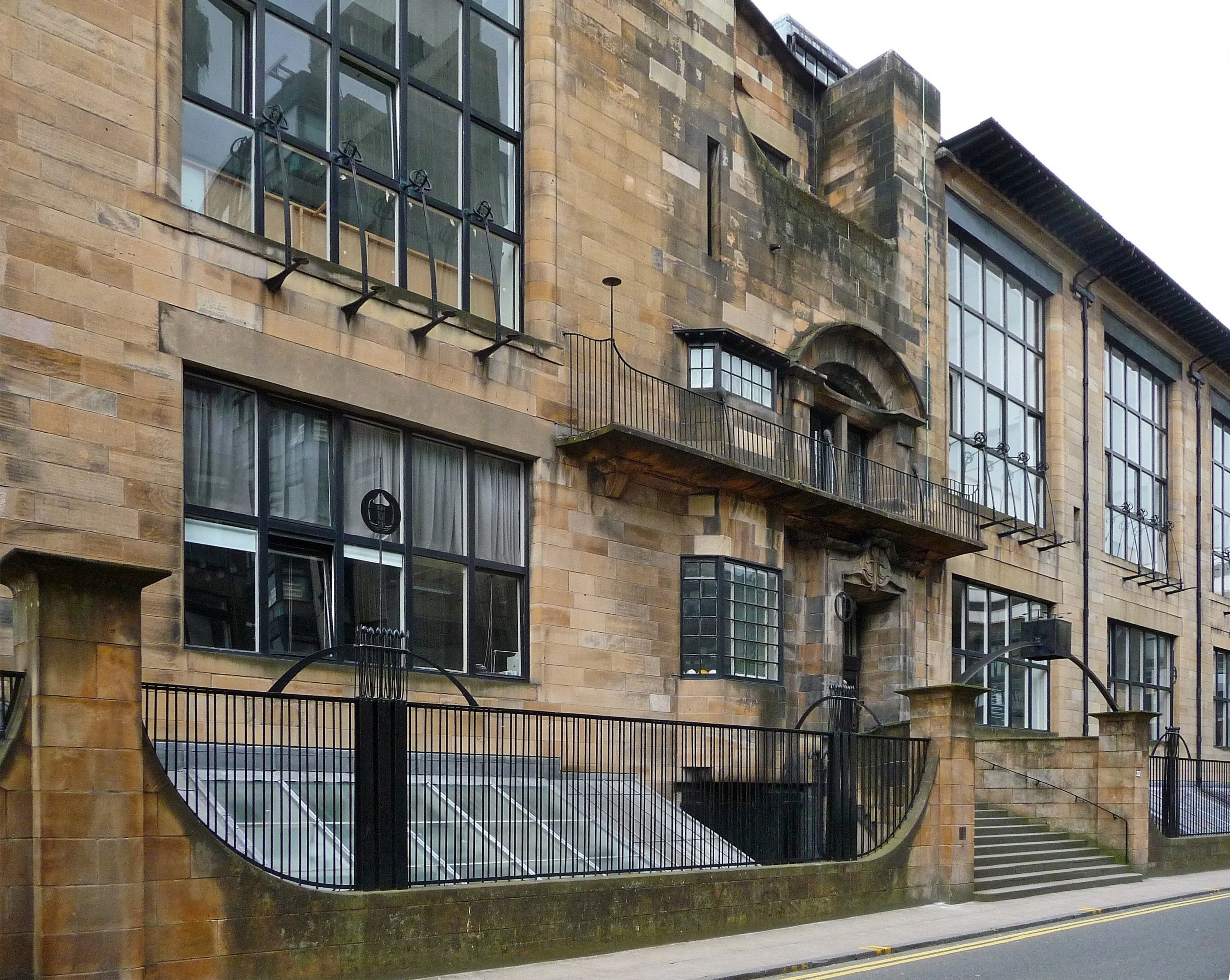
Школа искусств в Глазго. 1897—1909 Арх. Ч. Р. Макинтош.

#### Европейский «модерн» как новация
В стилевом отношении в архитектуре преобладали в то время так называемые «неостили» — эклектичное подражание стилям прежних исторических эпох, произвольное «художественное» смешение тех или иных мотивов и элементов, взятых из прошлого. Неоклассицизм, неоготика, неоренессанс, стиль псевдороманский или псевдовизантийский, так называемые «стили национального возрождения» или иначе"национального романтизма", помпезный бозарт «прекрасной эпохи» во Франции, викторианский стиль в Англии — огромный диапазон ретроспективной, стилизующей архитектуры, часто высокого качества.
В конце XIX — начале XX века в Европе возник стиль модерн — оригинальный, свежий в формальном отношении стиль, свободный от подражательства и имевший в разных странах свои характерные особенности и свои названия: в Германии это югенд, в Австрии сецессион, во Франции ар-нуво, в России модерн. Этот стиль охватывал как архитектуру, так и предметы быта, полиграфию, прикладное искусство. Хоть модерн и являлся в своей основе таким же «художественным», «оформляющим» стилем, однако у него были и прогрессивные тенденции — в отношении целесообразности формы, очищения плоскости стены от декора, нового понимания внутренних пространств.
Примеры подобной архитектуры оставил бельгиец Виктор Орта — это его знаменитые постройки в Брюсселе (особняк Тассель, дом Сольве, особняк ван Этвельде и др.). В Испании ярким представителем югендстиля был Антонио Гауди, строивший в основном в своем родном городе Барселоне (Дом Мила,1910, Дворец Гуэль, 1889, Парк Гуэль, 1900—1914, и мн. др.). В Австрии здания в этой стилистике строил ведущий архитектор венского сецессиона Отто Вагнер (дворец Хойос, 1890-е гг., многоквартирные дома в Вене, 1890-е гг., наземные станции венской подземной дороги, им же в основном и спроектированной; более известные их них — «Хитцинг» и «Карлсплатц»). Впечатляющей постройкой оказался в свое время Выставочный зал Венского сецессиона (1897—1898) в Вене по проекту Йозефа Ольбриха.
В России известным архитектором стиля модерн был Федор Осипович Шехтель (особняки Рябушинского, особняк Дерожинской, здание Ярославского вокзала в Москве, здание торгового дома «Мюр и Мерилиз», гостиница «Метрополь» в Москве, и др.)

#### Луи Салливен и «чикагская школа»
В Соединённых Штатах конец столетия ознаменовался строительством первых высотных зданий с металлическим каркасом (снаружи все ещё покрытым декоративной облицовкой из камня). Благодаря каркасу, а также недавно изобретенному безопасному лифту дома могли уже достигать высоты 15—20 этажей (дом Монаднок в Чикаго, 1891; торговый дом Шлезингер & Майер в Чикаго, 1899—04). Приоритетная роль в проектировании и строительстве таких зданий принадлежит так называемой «чикагской школе», идеологом которой был Луис Салливан, поборник функционального подхода, автор знаменитого изречения «форма следует функции». Салливан известен также как учитель молодого Ф. Л. Райта. Его многоэтажные офисные «небоскребы» ещё не свободны от элементов декора и тяжелых монументальных карнизов, но в отношении функции и конструкции — предельно рациональны (Уэйнрайт-билдинг в Сент-Луисе. 1890—1891; здание Аудиториум в Чикаго 1886—1889; и др.)
Видные архитекторы — предтечи модернизма: Ч. Р. Макинтош, Ч.-Ф.-А. Войси (Великобритания), О. Вагнер, А. Лоос (Австрия), Г. Пельциг (Германия), Х. П. Берлаге, А. Ван де Вельде, В. Орта (Бельгия) и другие. В США — Л. Салливан, Ф. Л. Райт.

## Начало XX века. Успехи нового строительства, 1900—1914

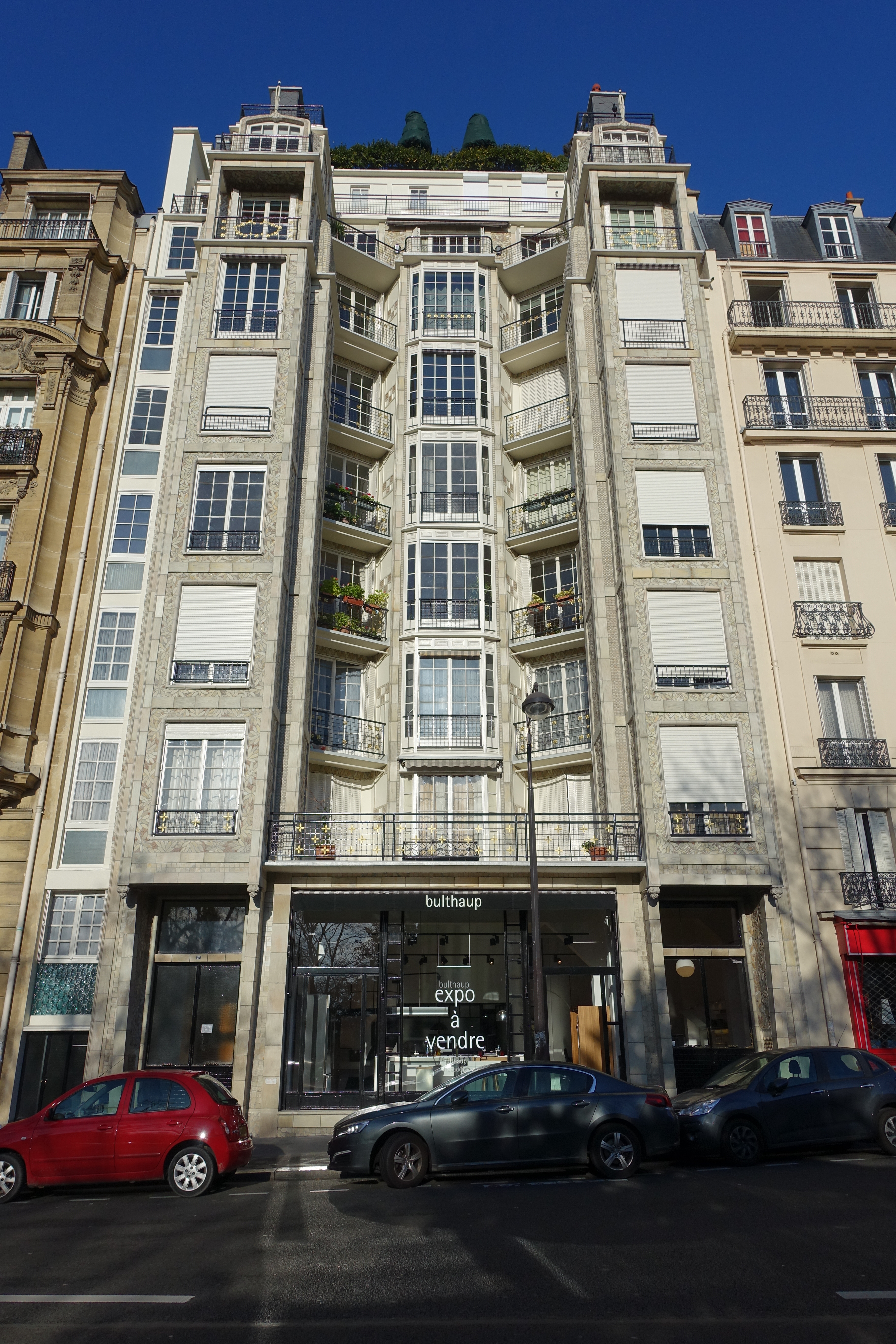
Многоквартирный дом по ул. Б. Франклина, 25, Париж. 1913. Арх. Огюст Перре

Первое в Европе жилое здание из экспонированного железобетона (то есть неоштукатуренного) было построено в 1904 году — это известный многоквартирный дом в Париже, по проекту Огюста Перре. О. Перре называют во Франции «отцом железобетона», он был пионером и успешным практиком строительства зданий с применением этого материала.

 В промышленности ж/бетон примененялся гораздо шире, чем в жилых постройках, причем нередко с известным художественным эффектом, — например, мосты швейцарца Р. Майара, ангары для дирижаблей в Орли француза Э.Фрейсине, фабричные здания для концерна AEG в Берлине немецкого арх—ра Питера Беренса (1907—1911 гг.).

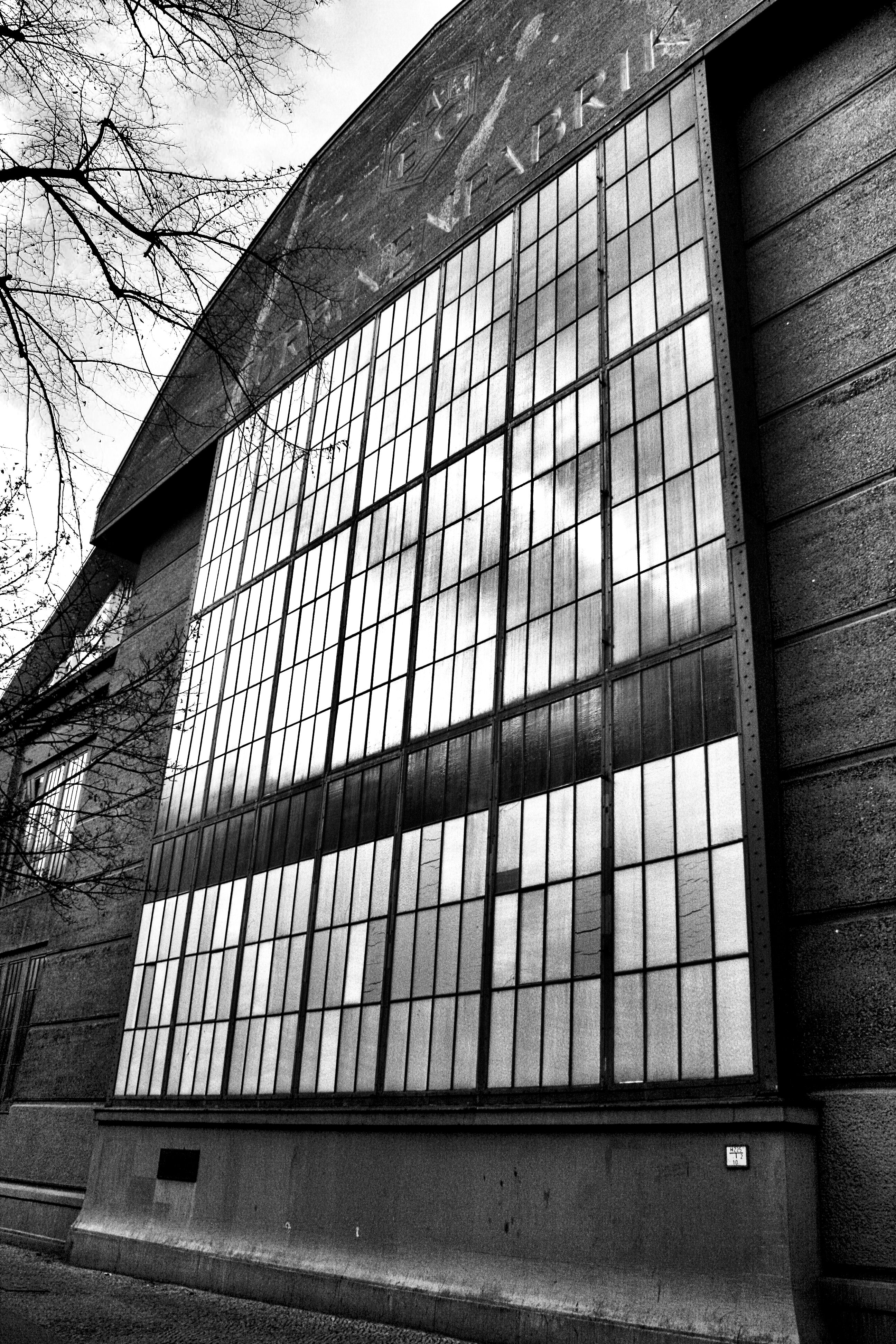
Фабрика турбин AEG, Берлин. 1908—1909. Арх. П. Беренс

 Беренс был последовательным функционалистом в архитектуре — так же, как и работавший в его мастерской Вальтер Гропиус, будущий руководитель «Баухауза». В 1911 году по проекту Гропиуса была построена фабрика «Фагус-верк» в г. Альфельд. Трехэтажное здание фабрики, с её огромными, вытянутыми по горизонтали окнами и безопорными стеклянными углами — что опрокидывало устоявшиеся представления о тектонике, — стало вехой в развитии нового архитектурного языка. Ещё одна важная довоенная постройка Гропиуса — показательное фабричное здание, спроектированное им (совместно с А.Мейером) для выставки германского Веркбунда 1914 г. в Кёльне.
В 1907 г. в Мюнхене был основан Немецкий Веркбунд (нем. Deutscher Werkbund (DWB) — «Германский производственный союз»), вначале — как ремесленно-художественная «Ассоциация художников, архитекторов, предпринимателей и экспертов». Инициатива по его созданию принадлежала Герману Мутезиусу и Анри Ван де Вельде. Мутезиус стал неформальным идеологическим патроном союза. Главной целью Веркбунда было совместить художественное творчество индивидуальных авторов кустарной продукции — от кофейной чашки до мебели, внутренних интерьеров и архитектуры — с требованиями промышленного производства. Веркбунд проводил многочисленные выставки в Германии и за рубежом, выпускал специальные бюллетни с целью рекламы и распространения продукции своих членов, а также собственный программный журнал «Форма» (Die Form). Немецкий Веркбунд быстро приобрел международное влияние, так что через короткое время возникли аналогичные организации и в других странах: в 1912 г. — Австрийский Веркбунд (с отделением в Швейцарии), а в 1913 году — Швейцарский Веркбунд.
В 1913 г. австрийский архитектор Адольф Лоос опубликовал программное эссе «Орнамент и преступление», в котором подверг жестокой критике «художественный романтизм» неостилей (также и венского, вагнеровского, модерна), что в то время воспринималось как резкий вызов принятым представлениям.
 В США приверженцем функционального подхода был Фрэнк Ллойд Райт. Будучи молодым архитектором, он стажировался в фирме «Адлер и Салливен» под началом Луиса Салливана, строителя первых офисных высоток. С 1900 по 1917 гг., уже работая самостоятельно, Райт построил ряд оригинальных по стилю частных домов в пустынных районах штата Иллинойс, вокруг Чикаго. Эти дома получили название «дома прерий».

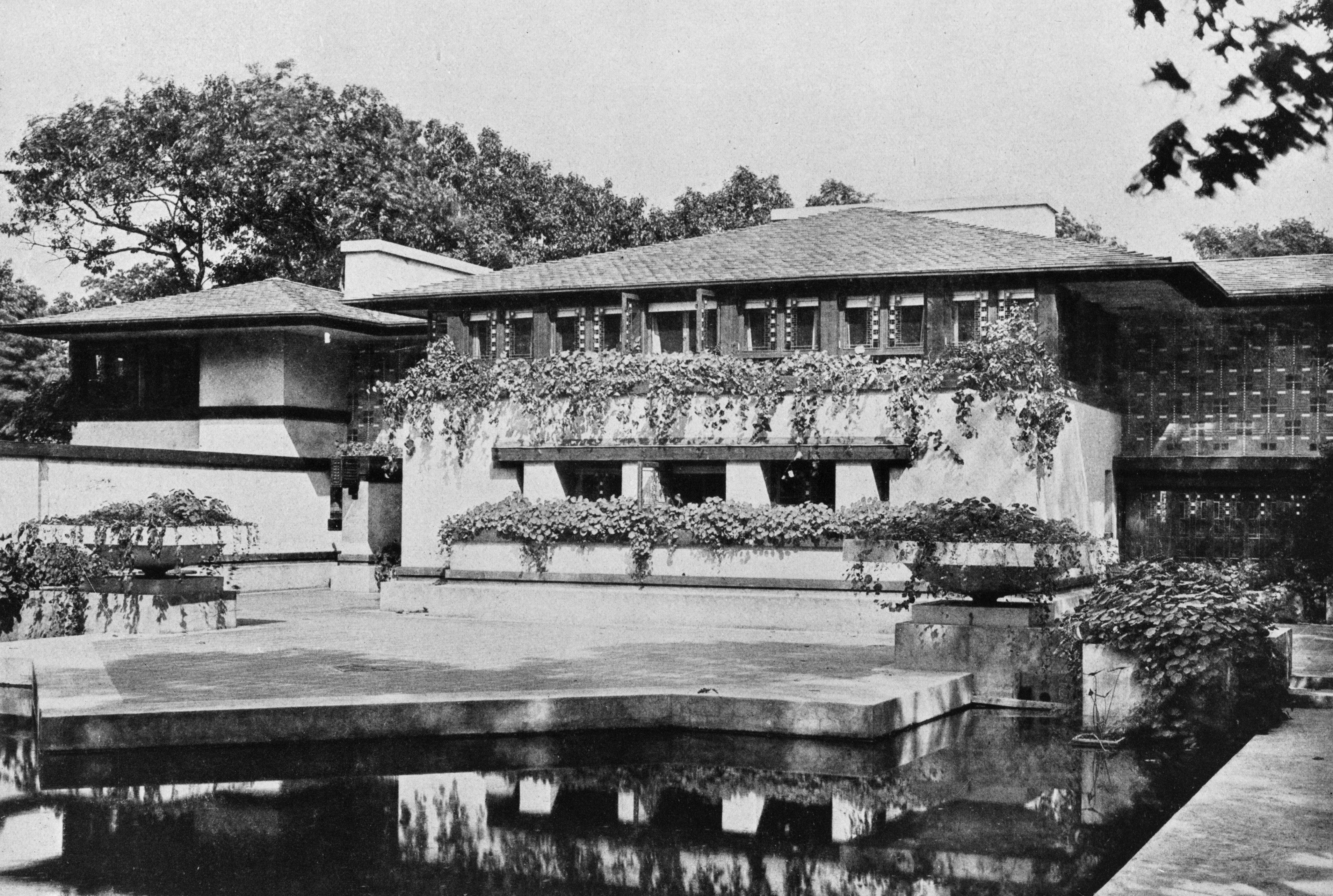
Дом Айвери Кунли, Риверсайд, Иллинойс. 1908-12. Арх. Ф. Л. Райт

 Среди лучших райтовских построек «стиля прерий» — Дом Уорда В. Уиллитса, (Хайланд Парк, Иллинойс, 1902), Дом Мейер Мэй (Гран Рапидс, Мичиган, 1908), дом Айвери и Куини Кунли (Риверсайд, штат Иллинойс, 1908), дом Фредерика Роби (Чикаго, 1910). Эти и другие проекты, созданные Райтом между 1900-м и 1009 годами, были отобраны им для альбома-портфолио Wasmuth (издан в 1910 году в Берлине), благодаря которому работы Райта стали известны в Европе и оказали влияние на европейских архитекторов после Первой мировой войны.
Видные архитекторы этого периода и их постройки:
Германия: П. Беренс, В. Гропиус («Фагус-верк» в г. Альфельд, 1911), Макс Берг (Зал столетия во Вроцлаве, 1913);
Австрия: О. Вагнер (вилла Вагнер-2, 1913, Австрийский почтовый сберегательный банк, 1906),
Й. Хоффман (Дворец Стокле в Брюсселе, 1905—1911),
А. Лоос (частные виллы в Австрии, в Швейцарии, 1904—1917).
Нидерланды: Х. П. Берлаге (здание Амстердамской биржи, (прежнее) 1897—1903);
Франция: О. Перре (Театр Елисейских полей, 1913);
США: Ф. Л. Райт («дома прерий», 1900—1917),
Л. Г. Салливен (универмаг Ван Аллена, Клинтон, Айова, 1914; здание Аудиториума, Чикаго).
Александр Гинзбург (Днепропетровская филармония, 1911—1913)

## Становление модернизма. 1920—1939

### Германия при Веймарской республике

#### Новая вещественность

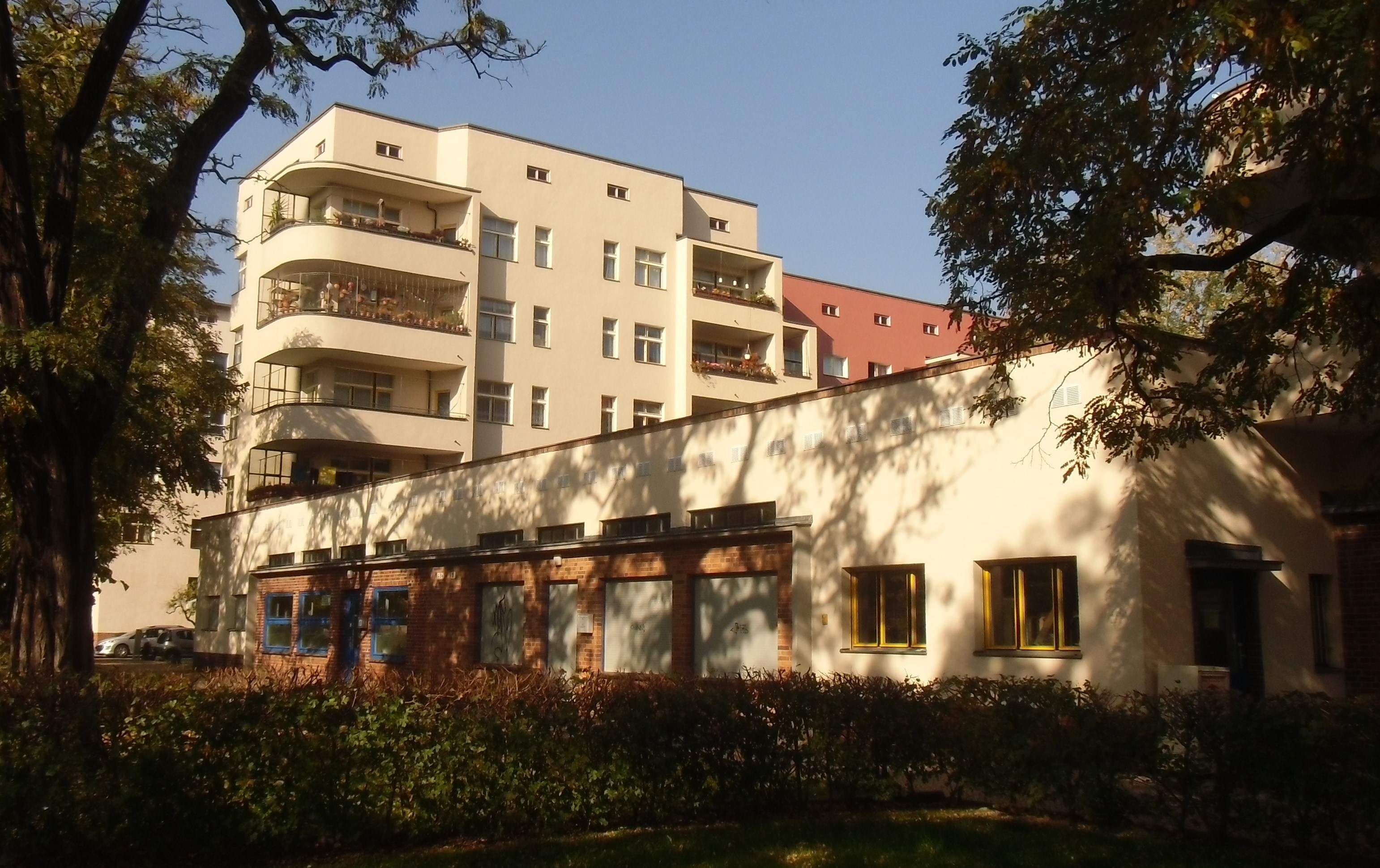
Жилой комплекс им. Карла Легина в берлинском районе Пренцлауэр-Берг. 1929 г. Арх. Бруно Таут

В 20—30-е годы современная техника и особенно открытие ж/бетона предоставили строителям такие возможности, каких не было раньше. Важными факторами перемен стали также кардинальные изменения в социальной сфере и урбанизация. В Германии эти новые тенденции объединялись под общим названием «новая вещественность» (нем. Neue Sachlichkeit) — движение в архитектуре и городском планировании от момента завершения Первой мировой войны до конца Веймарской республики (1910—1930). (Или же «новое строительство» — нем. Neue Bauens).
Целью «новой вещественности» было развитие прогрессивных форм строительной индустрии — путем введения рационализации и типизации в методы строительства, использования новых конструкций и материалов. Придавалось особое значение функциональности, то есть, организации движения внутри объектов, логичному распределению функциональных зон на плане («Что хорошо функционирует, то и хорошо выглядит»). Ставилось также целью формирование простого, удобного дизайна жилых помещений, в которых было бы много солнца, воздуха и света — в противовес пространствам старых многоквартирных доходных домов, с их тесными комнатами и темными дворами-колодцами. В результате это привело к возникновению значительного количества новых жилых зданий, кварталов, и даже больших городских комплексов. Подобным процессам способствовала общая политическая обстановка — значительные демократические перемены при Веймарской республике и достигнутый уровень парламентского правления, в частности, преобладание в местных советах социал-демократического большинства. В архитектурной среде велись активные дебаты о социальном предназначении архитектуры, о новой жилищной политике, о новых архитектурных формах, образовывались различные архитектурные общества и союзы. Практикующие архитекторы нередко становились и теоретиками новой архитектуры, наиболее известные среди них — Вальтер Гропиус, Бруно Таут, Эрнст Май, Хуго Херинг.
Движение «новая вещественность» в Германии просуществовало относительно недолго и подошло к концу, когда к власти пришли национал-социалисты с соответствующей культурной политикой, что, среди прочего, привело к закрытию Баухауза и эмиграции многих архитекторов, представителей этого движения, в США. После чего в официальной архитектуре Германии возобладали тенденции имперской помпезности, произошел поворот к монументальному классическому стилю Третьего рейха.

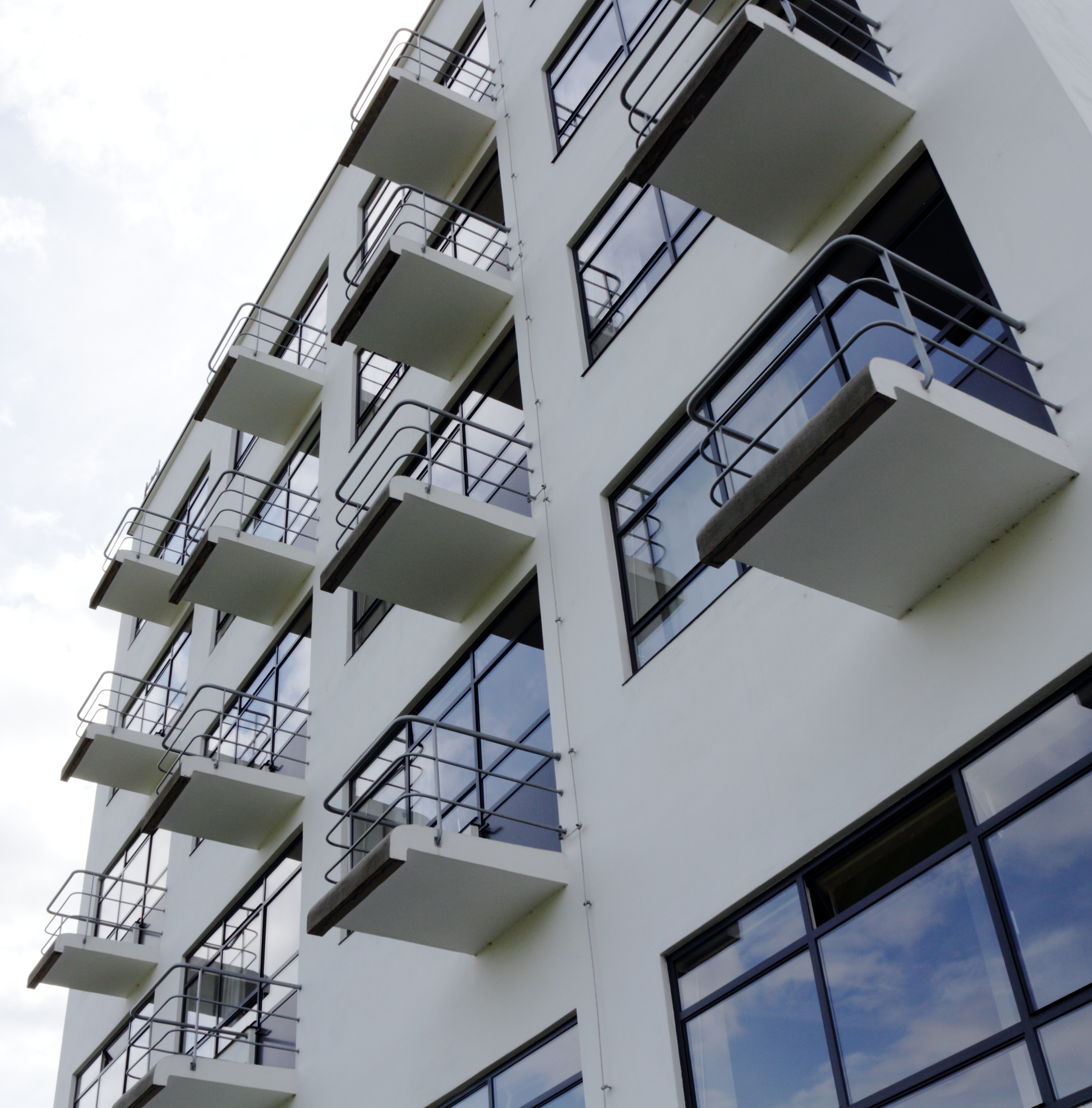
Баухаус, Дессау. Здание ателье

#### Баухауз
Особую роль в становлении новых архитектурных идей сыграл немецкий Баухаус (1919—1933). Изначально он был создан Ван де Вельде в Веймаре в 1919 г. как учебный центр художественных ремесел и строительства («Государственный строительный дом в Ваймаре» (Staatliches Bauhaus Weimar)). Школа, руководителем которой стал В. Гропиус, быстро превратилась в своеобразный центр художественного влияния в Европе, центр движения европейского функционализма. Задача Баухауза состояла в обучении и совместной работе архитекторов, художников, графических дизайнеров, дизайнеров мебели и книг, во имя создания целостного, современного стиля в архитектуре и дизайне. В 1925 году Баухауз из Веймара был переведен в Дессау, где для школы были построены новые здания, а на роль преподавателей приглашены крупные художники с известными именами — Лионель Файнингер, Пауль Клее, Василий Кандинский, Ласло Мохоли-Надь и др. В 1930 году директором Баухауса стал Людвиг Мис ван дер Роэ. Считалось, что основной целью учебного процесса должно стать развитие нового понимания эстетики — как в отношении отдельного бытового предмета, так и в отношении интерьера и общей архитектуры здания. Графика, фотомонтажи и предметы дизайна, созданные во время работы школы, признаны авангардной классикой, однако сегодня Баухаус в основном ассоциируется с архитектурой, поскольку в этом проявилось его наибольшее влияние. Здания нового учебного комплекса в Дессау по проектам Гропиуса, так же как и частные виллы преподавателей, построенные там же, являют собой наглядные примеры новейшего архитектурного языка.
Чрезвычайно важными для программы Баухауза были прогрессивные социальные установки, общий смысл которых состоял в том, что архитектура, как, впрочем, и любой бытовой предмет, должна создаваться не для богатых нуворишей, но главным образом для обычного, рядового человека. Не фешенебельные особняки для господствующего класса и не репрезентативные здания, а «минимальное жилище», небольшие функциональные квартиры, социальные дома и городские районы стандартного недорогого жилья. Наряду с идеями Ле Корбюзье, принципы Баухауза оказали наибольшее влияние на современную архитектуру.

#### Городская застройка

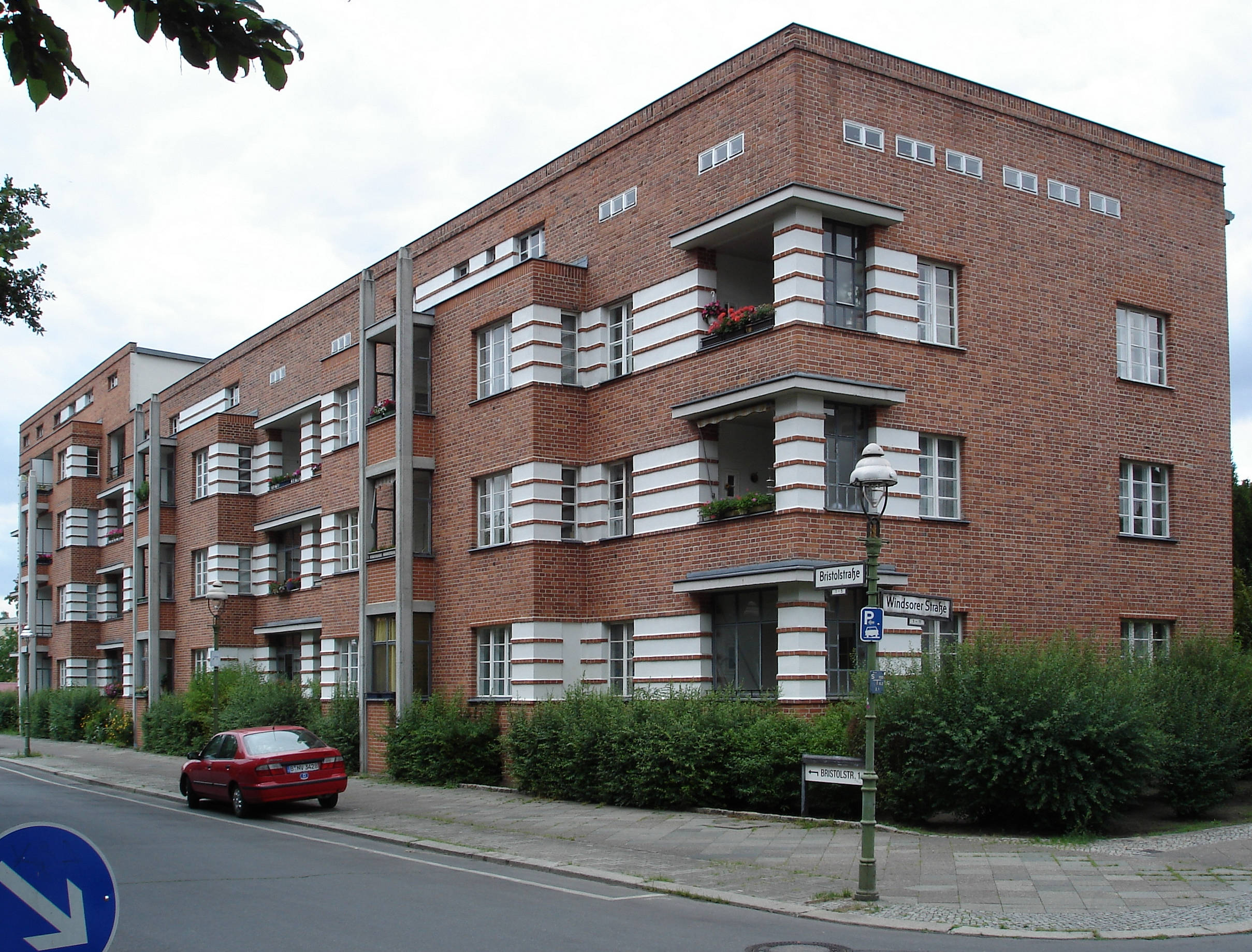
Жилой массив Шиллер-Парк, Берлин-Веддинг. Арх. Бруно Таут. 1927

Характерный пример прогрессивной унифицированной жилой застройки в духе «новой вещественности» — это рядные (в иных случаях — блокированные) дома в черте города — в два, три, а то и больше этажей, протянувшиеся на целую улицу, а порой занимающие и целый городской квартал или даже район. Например, огромный жилой массив Вайзе Штадт в Берлине представляет собой как бы «город в городе» (арх. О. Р. Зальвисберг, Б. Арендс, В. Бюнинг, 1928—1931). Напротив, жилой посёлок Хуфайзен в Берлине — это одно очень протяжённое здание, изогнутое в плане в виде подковы (арх. Б.Таут, М. Вагнер, 1925—1927). Другими примерами являются жилой массив Сименсштадт (нем. Großsiedlung Siemensstadt) в Берлине, (арх. Ганс Шарун, Фред Форбат, Отто Бартнинг, Вальтер Гропиус, Пауль Рудольф Хеннинг и Хуго Херинг). поселение Хёгенблик во Франкфурте-на-Майне (арх. Э. Май, Х. Боем, Ц. Х. Рудлоф, 1926—1927), а также жилой массив Рёмерштадт (Арх. Э. Май, Х. Боем, Ц. Х. Рудлоф, 1927—1928).
Подобных жилых образований, возникших в 1920—1930-х годах, в «ваймарскую» эпоху, в Германии множество. В них и отразился в наибольшей степени дух «новой вещественности». Шесть жилых комплексов в Берлине — в том числе массивы Бритц, Вайзе Штадт, Сименсштадт, — внесены в охранный список Всемирного наследия Юнеско.

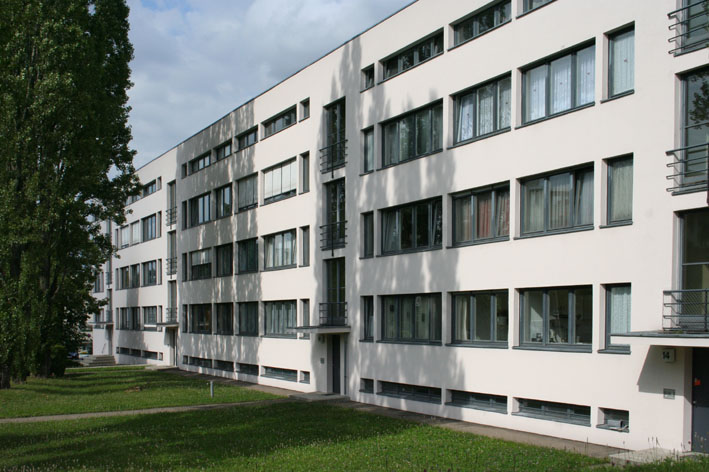
Секционный жилой дом Людвига Мис ван дер Роэ. Вейссенхоф, Штутгарт. 1927

#### «Образцовые» выставки домов
В середине 1930-х годов Немецким Веркбундом была проведена выставка современного «образцового жилья», где экспонатами служили вполне реальные дома в натуральную величину — это Международная выставка жилища в Штутгарте (1927). В ней приняли участие в основном немецкие архитекторы — Ганс Пёльциг, Питер Беренс, Вальтер Гропиус, Бруно и Макс Тауты, Людвиг Хильберзаймер, Ганс Шарун. Были приглашены также и иностранцы, в том числе Лё Корбюзье и Якобус Ауд. Каждый из них построил в новообразованном поселке Вайссенхоф жилые здания по своим проектам. Мис ван дер Роэ, руководитель выставки, представил секционный жилой блок с функциональными квартирами, в которых, помимо всего прочего, предусматривались внутренние подвижные стены — новаторская по тем временам идея.

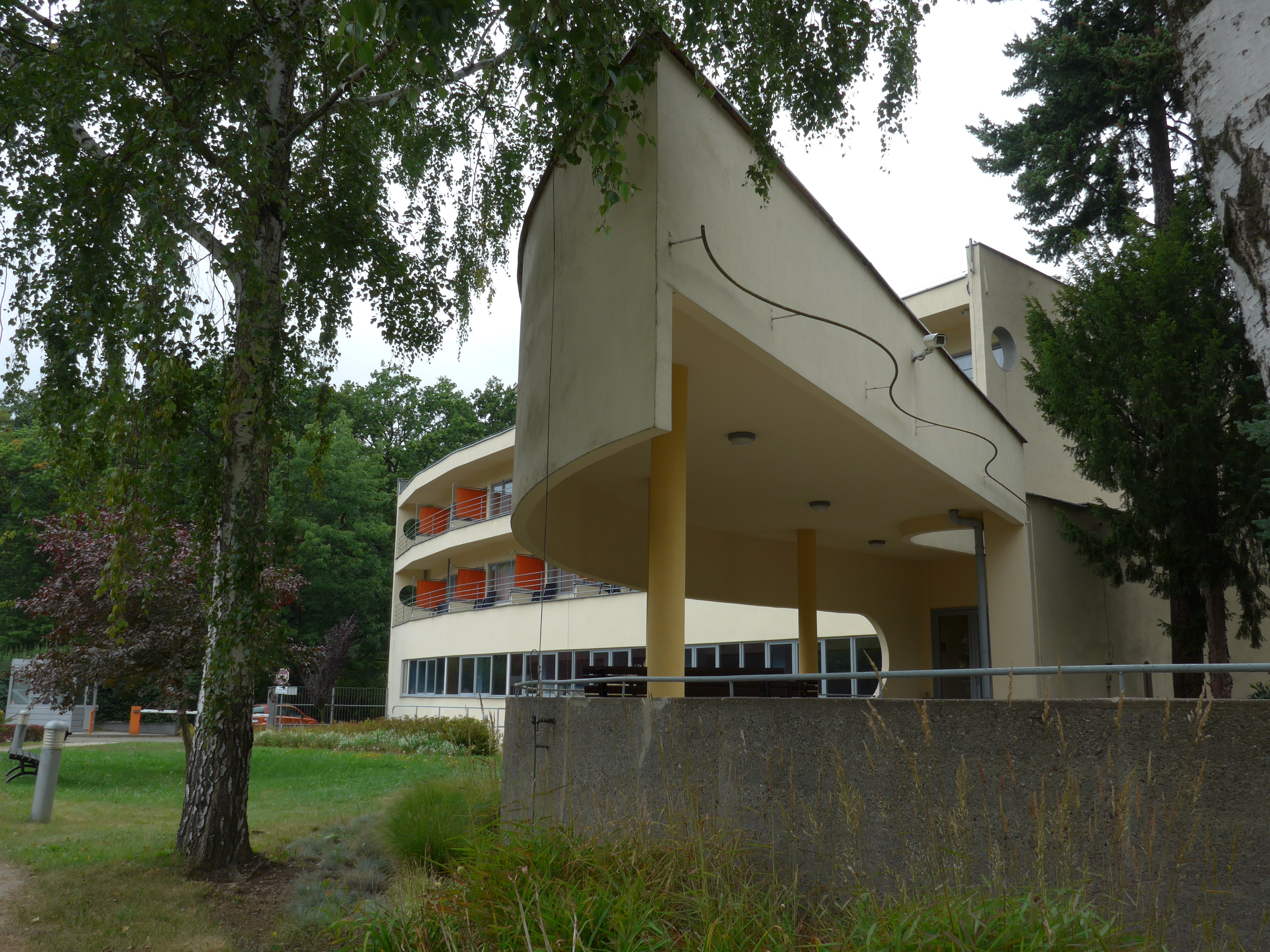
Хостел для одиночек во Вроцлаве. 1927. Арх. Ганс Шарун.

Подобная же выставка проводилась в 1929 году в Бреслау (Вроцлав) — «образцовый» городок был выстроен в рамках выставки Веркбунда «Пространство для жизни и для работы» (Werkbundsiedlung Breslau). Выставка посвящена была новому строительству поселков. Интересный проект дома гостиничного типа (для одиночек и для молодых пар) представил Ганс Шарун. Динамичная пространственная композиция с плавными изгибами стен и балконов весьма далека от привычных прямоугольных призм архитекторов-модернистов. (Хостел для одиночек, арх. Г. Шарун. поселок Вербунда в Бреслау, 1927)

#### Экспрессионизм
Экспрессионизм в архитектуре существовал в этот период только в Германии (разве что ещё в Нидерландах, так называемая Амстердамская школа). В отличие от протагонистов «новой вещественности», архитекторы-экспрессионисты тяготели к подчеркнутой «художественности» в своих проектах, отдавая предпочтение сложным формам, пафосным вертикальным композициям, традиционным материалам (в основном использовался открытый неоштукатуренный кирпич, из-за чего движение получило название «кирпичный экспрессионизм») и ручной работе. На наружных стенах и в интерьерах нередко применялись архитектурный декор и скульптура. Можно сказать, это было некое демонстративное продолжение югенд-стиля, с некоторым реверансом в сторону готики. В таком стиле строились и общественные, и гражданские здания, в большинстве своём церковные. В отношении к «новому движению» экспрессионизм находился в явной оппозиции. Давший некоторое число примечательных зданий, немецкий экспрессионизм закончил свое существование к началу 30-х годов.

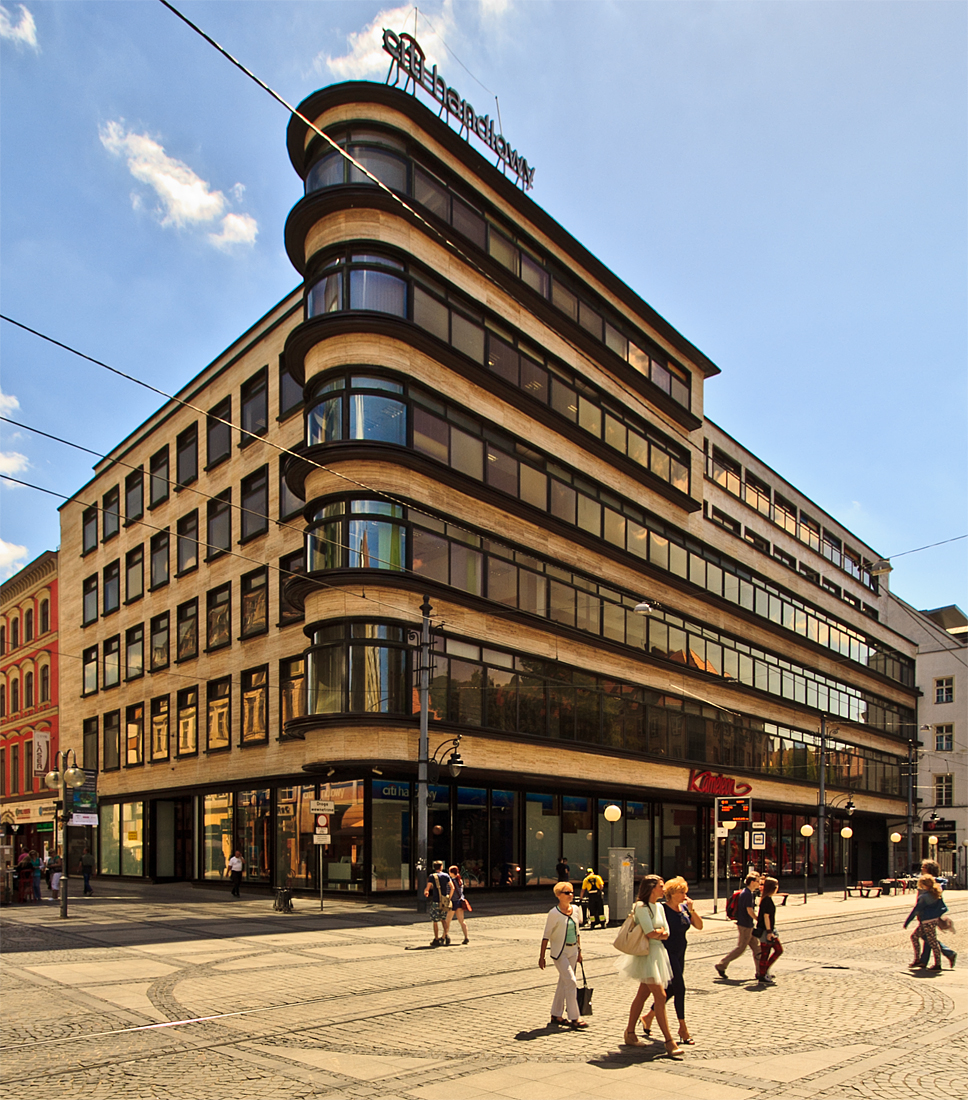
Универмаг Петерсдорфа, Вроцлав. 1928 г. Арх. Э. Мендельсон.

Черты экспрессионизма, но уже вполне современного, свойственны сооружениям видного немецкого архитектора Эриха Мендельсона. Его ранняя постройка — пластичная, словно вылепленная из глины, Башня Эйнштейна (1921) широко известна. Совершенно необычно для рядового промышленного объекта выглядит возведенная по его проекту шляпная фабрика в Луккенвальде (1921—1923). Отдал Мендельсон дань и так называемой коммерческой архитектуре: во многих городах Европы им построены современные многоэтажные здания универмагов (универмаги Шокен в Нюрнберге (1926), в Штутгарте (1926—1928) и других городах, Колумбусхауз в Берлине (1929—1933), универмаг Петерсдорфа во Вроцлаве — динамичные, выразительные по своим архитектурным формам сооружения.
К представителям нового экспрессионизма можно отнести и Ганса Шаруна, с его неизменным программным нонконформизмом в творчестве.

#### Постройки
Выдающимся примером новых веяний в архитектуре стал павильон Германии, спроектированный Людвигом Мис ван дер Роэ для Международной выставки в Барселоне (1929). Среди других известных общественных зданий, возведенных в этот период, школа профсоюзов в Бернау (ADGB) (1928-30), арх-ры Х. Майер и Х. Витвер; кампус университета И. В. Гёте во Франкфурте (J. G. Farben-Haus), (1928-30), арх. Ханц Пёльциг; кинотеатр «Универзум» (Universum-Kino), в Берлине (1925—1931), арх. Э. Мендельсон; здание профсоюза немецких металлистов, Берлин (1928—1930), арх. Э. Мендельсон.

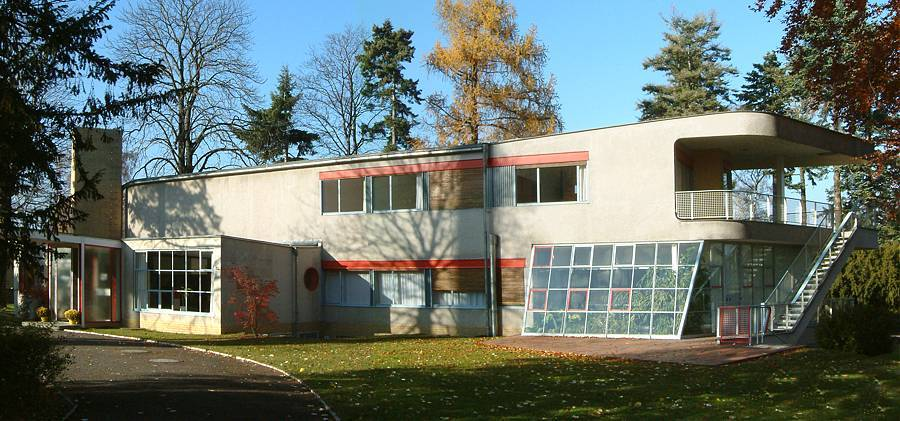
Дом Шминке, 1933 г. Арх. Г. Шарун.

В качестве образцов индивидуального жилого дома в модернистской стилистике можно привести дома для преподавателей Баухауса арх-ра В. Гропиуса; дом Ланге и дом Естерс арх. Людвига Мис ван дер Рое, его же виллу Тугендхат в Брюнне (Брно) 1930; дом Шминке в Лёбау в Верхней Лужице арх. Ганса Шаруна (1933); два дома Ам Рупенхорн в Берлине арх-в братьев Ганса и Василия Лукхард (1929).
Видные немецкие архитекторы этого периода:
Вальтер Гропиус, Ханнес Майер, Бруно Таут, Эрнст Май, Людвиг Мис ван Дер Роэ, П. Хильберзаймер, Ганс Шарун, Эрих Мендельсон, Хюго Херинг.

### Советский архитектурный авангард 20-х годов XX века

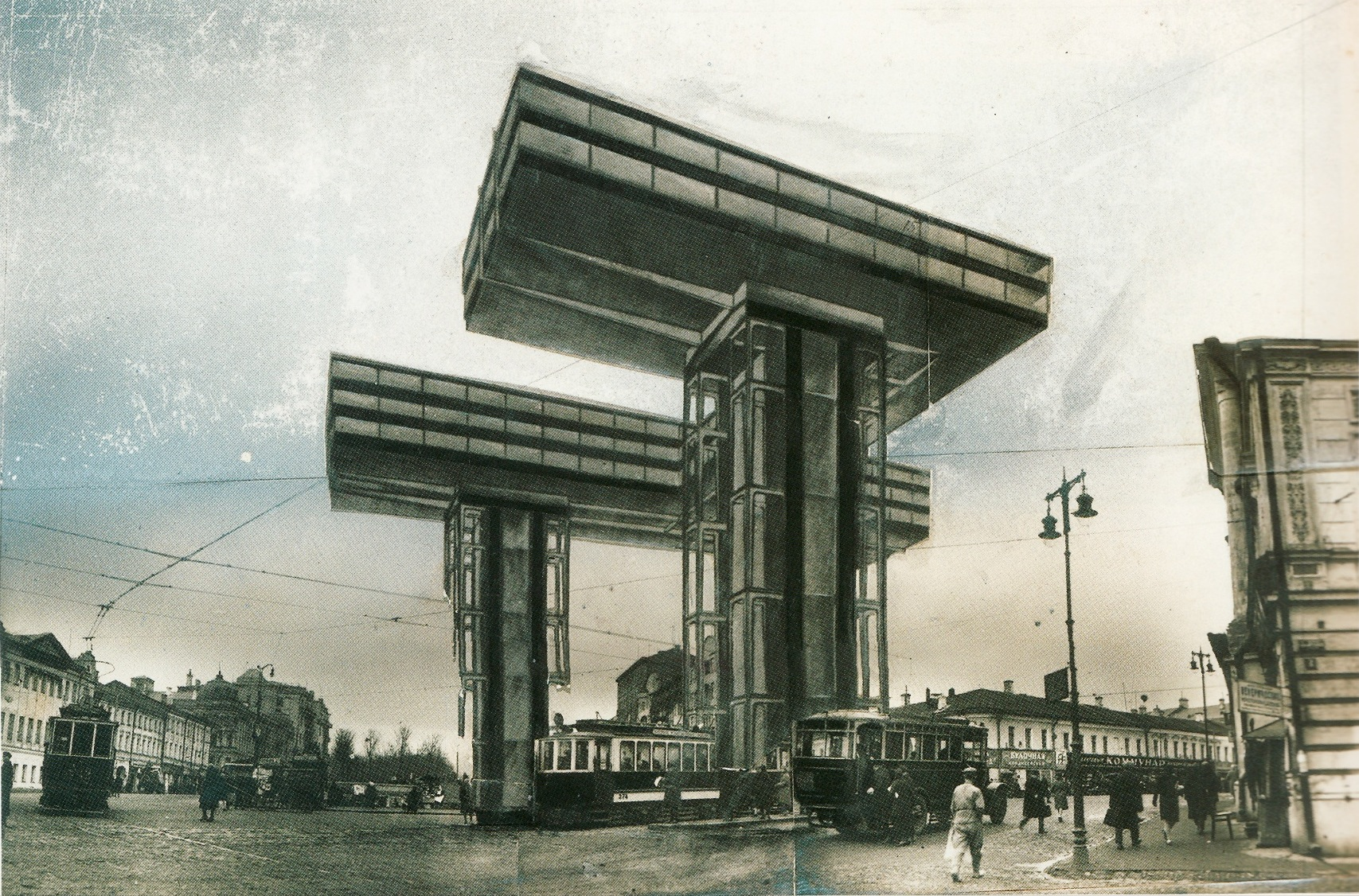
Фотомонтаж Эль Лисицкого. 1925

После октябрьской революции 1917 года художники и архитекторы вновь созданного пролетарского государства (С.С.С.Р.) начали поиск нового, отвечающего моменту стиля, который заменил бы традиционный неоклассицизм. Смелые поиски архитектурного авангарда перекликались с литературными и художественными движениями того периода — с футуризмом Владимира Маяковского, художественным супрематизмом Казимира Малевича и плакатным конструктивизмом Александра Родченко. Для московской встречи Третьего Коммунистического Интернационала в 1920 году Владимиром Татлиным спроектирована Башня III Интернационала, явившаяся своеобразным символом революционного порыва.
Важнейшая творческая организация, ставшая оплотом московских архитекторов-рационалистов — это Объединение современных архитекторов (ОСА), основанное в 1925 году членами ЛЕФа. (В. А. Веснин, А. А. Веснин, М. Я. Гинзбург, И. И. Леонидов, Я. А. Корнфельд, В. М. Владимиров, А. К. Буров).
Под лозунгами конструктивизма и функционализма выступала Ассоциация новых архитекторов (АСНОВА), возникшая в 1923 г. (Н. Ладовский, Л. М. Лисицкий (Эль Лисицкий), А. М. Родченко, К. Мельников и др.)
Первыми объектами советского конструктивизма были здания рабочих клубов и домов культуры, жилые дома-коммуны, рабочие общежития, а также общественные фабрики-кухни, целью которых было освобождение женщины от «домашнего рабства». Проектирование основывалось на таких базовых принципах новейшей архитектуры как функциональность внутренней планировки, чистота и ясность архитектурных форм, рациональность и выразительность конструктивных решений.

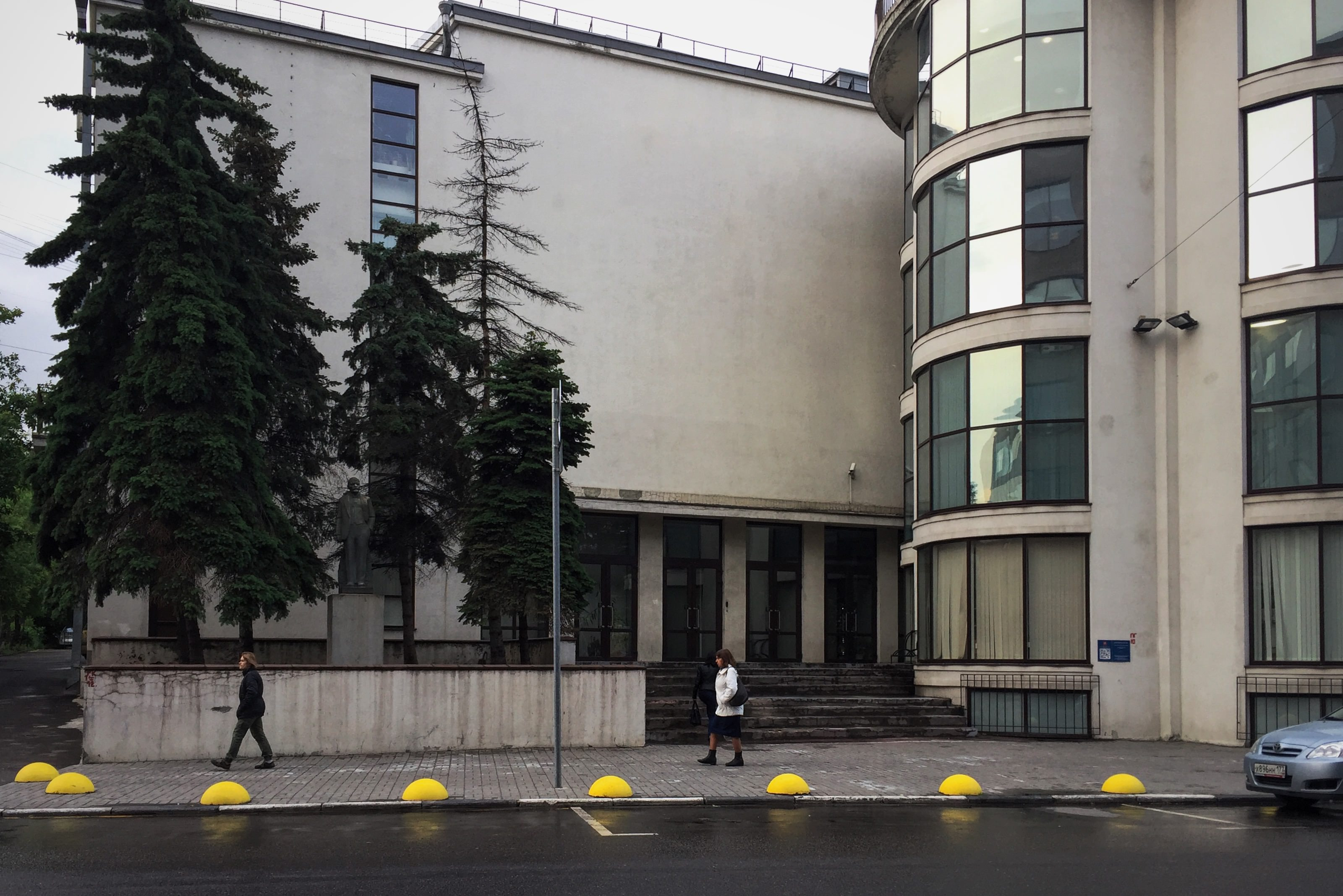
Клуб «Буревестник», 1924 г. Арх. К. Мельников

Видным архитектором-конструктивистом в Москве был Константин Мельников. Им построен ряд рабочих клубов, напр., известный клуб Русакова (1928), клуб «Каучук» (1929), а также его собственный уникальный дом-цилиндр, Дом Мельникова (1929), расположенный недалеко от московского Арбата (сейчас музей Мельникова). В 1925 году Мельников был командирован в Париж, где по его проекту был выстроен Советский павильон на Международной выставке современных декоративных и промышленных искусств — динамичная вертикальная геометрическая конструкция из деревянных стоек и поверхностей стекла, пересеченная диагональной открытой лестницей и увенчанная эмблемой серпа и молота.

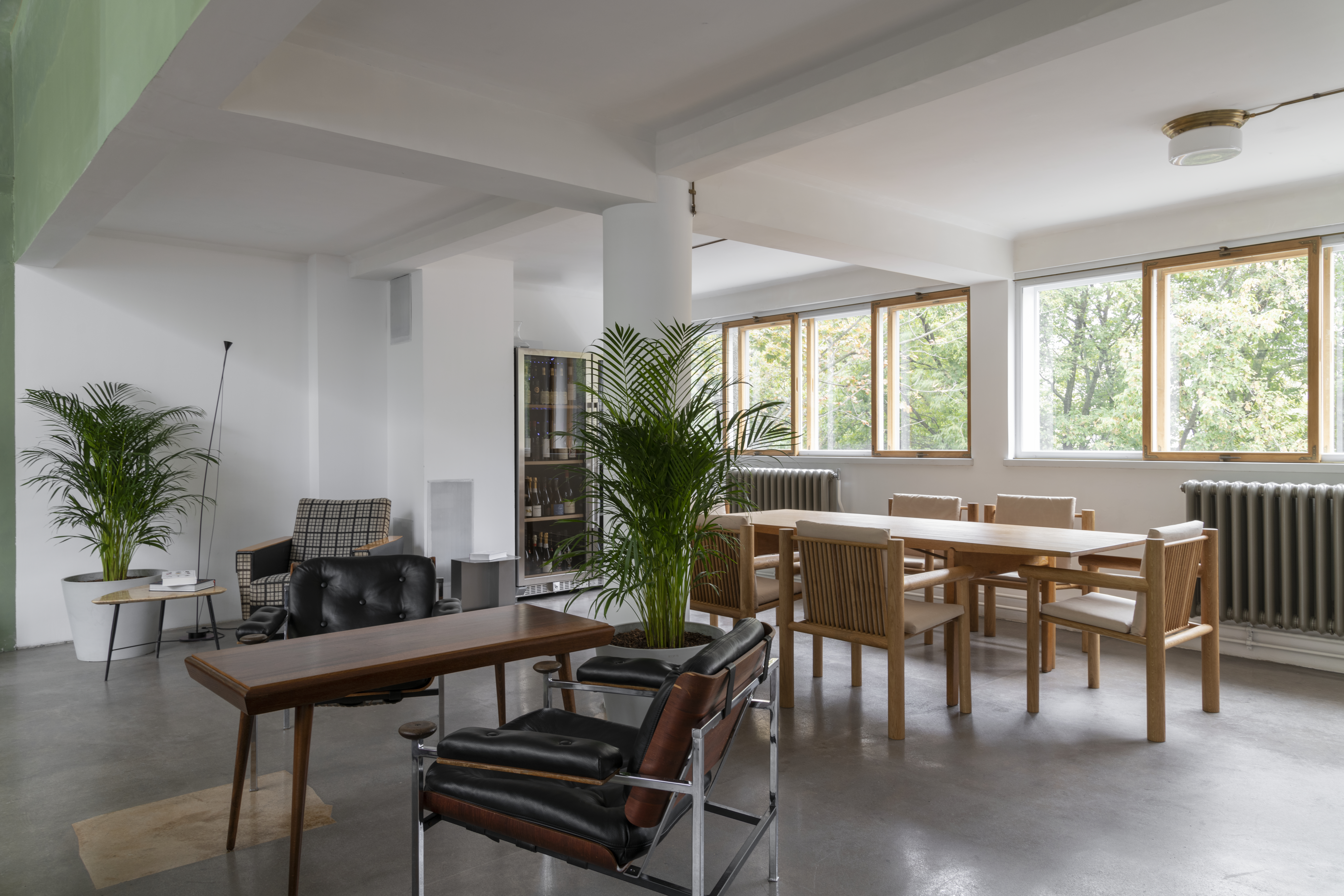
Общественное пространство в доме Наркомфина, 1930. Арх. М. Гинзбург

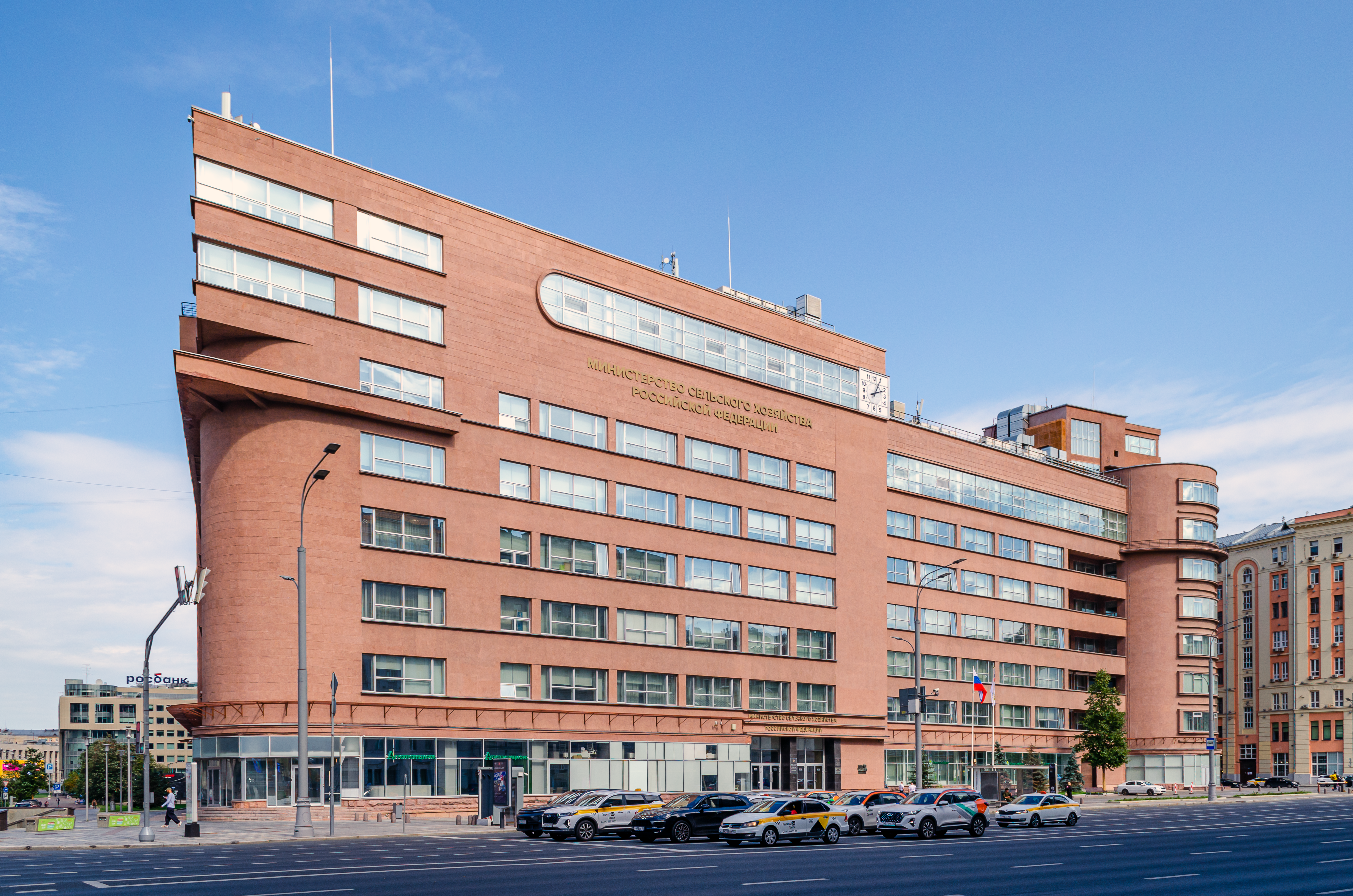
Здание Наркомзема, 1930 г. Арх. А. З. Гринберг, А. В. Щусев

Ведущая группа архитекторов-конструктивистов во главе с братьями Весниными и Моисеем Гинзбургом издавала свой программный журнал «Современная архитектура». Веснины были признанными лидерами конструктивистов. Их проект Дворца труда в Москве (1922—1923), представленный на соответствующий конкурс, ярко демонстрировал новую арх. эстетику, явился переломным в понимании новых форм. Примером зрелого конструктивизма стал дом Наркомфина — уникальный жилой комплекс в Москве, по проекту М. Гинзбурга (1928—1930). В нём предусматривался большой выбор типов квартир, в том числе двухъярусных, а также вынесенные в отдельный (коммунальный) блок общественная кухня-столовая, прачечная и отдельно — блок с детским садом. Открытая используемая крыша-терраса с надстройкой-пентхаузом, горизонтальные окна-тяги на фасадах, а также открытые колонны первого этажа, на которых покоится весь жилой блок, придавали зданию необычный, «иностранный» вид. В 1928—1929 гг. архитекторами А. З. Гринбергом и А. В. Щусевым был разработан крупнейший конструктивистский проект для Москвы, административное здание Наркомзема (завершёно постройкой в 1933 г).
Выдающимся архитектором-конструктивистом, первооткрывателем, был Иван Леонидов, проекты которого значительно опережали время. Его ранние новаторские работы — проект библиотеки Ленина (1927), конкурсный проект здания Центросоюза (1928), конкурсный проект Наркомтяжпрома в Москве (1934) — служили своеобразным эталоном качества, образцом новой архитектурной формы. Эти проекты Леонидова, сохранившиеся только на бумаге, и по сей день остаются важными документами эпохи, признанным наследием международного архитектурного модернизма.
Главными центрами новой архитектуры были Москва и Ленинград, однако с началом индустриализации здания в стиле конструктивизма стали возводиться и в других городах — в Екатеринбурге, Харькове, Иваново; на просторах страны возводились так называемые соцгорода («социалистические города») — крупные жилые поселения нового типа. Наиболее известные — это Магнитогорск, Новокузнецк, соцгорода в Запорожье, в Челябинске, в Кривом Роге. В начале 1930-х годов для проектирования строек такого масштаба в страну приглашались опытные проектировщики из Германии и США. Среди них Э. Май, Х. Майер, М. Стам, Й. Нигеман, М. Шютте-Лихоцки, Г. Шмидт.
Важным событием архитектурной жизни Москвы 20-30-х годов явилось построенное в центре столицы ультрамодернистское офисное здание, дом Центросоюза (1928—1936) по проекту Ле Корбюзье.
В целом движение советского архитектурного авангарда просуществовало до начала 30-х годов, когда ему на смену пришел так называемый «сталинский ампир», стиль монументальный и пафосный. Московские здания сталинского ампира — это в большинстве своем либо крупные государственные учреждения, вроде министерств, либо богатые жилые комплексы для чиновничьей и артистической элиты.

#### Некоторые здания советского авангарда 20—х годов
- Клуб профсоюза коммунальников имени Зуева (1927—1929), арх. И. Голосов
- Дом-коммуна текстильного института, арх. И. Николаев. (1930—1931)
- Дворец культуры ЗИЛ в Москве, арх. братья Веснины (1930—1937)
- Комплекс Госпро́ма в Харькове (1925—1928), арх. С. С. Серафимов, С. М. Кравец, М. Д. Фельгер
- Здание драматического театра в Ростове-на-Дону. 1930—1935. Архитекторы: В. Г. Гельфрейх, В. А. Щуко

#### Крупные архитекторы советского авангарда 20—30-х годов
В. А. Веснин, А. А. Веснин, М. Я. Гинзбург, И. И. Леонидов, А. В. Щусев, Н. А. Ладовский, К. С. Мельников, И. А. Голосов, П. А. Голосов, В. А. Щуко, В. Г. Гельфрейх

### Архитектура модернизма во Франции (1920—30-е годы)

Павильон Швейцарии в Интернациональном студенческом городке в Париже, 1933. Арх. Ле Корбюзье

Франция, будучи культурным центром Европы, внесла значительный вклад в развитие идей модернизма. В условиях послевоенного восстановления и урбанизации проблема недорогого доступного жилья стояла во Франции особенно остро. Строительство многоквартирных жилых домов постепенно активизировалось по всей стране, также по инициативе государственных учреждений — как, например, в Париже, где в 1920 году начало свою деятельность Муниципальное управление по доступному жилью. Подобная же организация от департамента Сены, осваивая новые земли, построила 18 000 единиц жилья на городских окраинах, в частности, был построен жилой массив Сите де ла Мюэ в Дранси (фр. Cité de la Muette; арх-ры Эжен Бодуэн и Марсель Лодс). Спроектированный в 1929 г. и построенный в начале 1930-х Сите де ла Мюэ в свое время был широко разрекламирован. Структура комплекса включала, помимо прочего, пять пятнадцатиэтажных жилых башен. Эти высотки называли «первыми небоскребами Парижского района», они стали объектом обсуждений в прессе, рекламных буклетов и экскурсий. Комплекс в целом не сохранился, однако считается уникальным прецедентом, первым такого рода во Франции.
В 1929 году был создан Союз современных художников-прикладников и архитекторов (UAM), среди участников которого были, в частности, Робер Малле-Стивенс (инициатор Союза и председатель), Жан Пруве, Шарлотта Перриан, Шарль Эдуард Жаннере (Ле Корбюзье), Пьер Жаннере, Франсис Журден, Фернан Леже. Члены UAM ежегодно принимали участие в Осеннем салоне со своей экспозицией, делая акцент на дизайне, а не на декоре. Выставочные интерьеры проектировались с учётом архитектуры павильонов, выполненных из бетона, стали и стекла, а мебель из металлических трубок, расставленая внутри, была лишена каких-либо украшений.

#### Огюст Перре и Тони Гарнье, пионеры «открытого» бетона

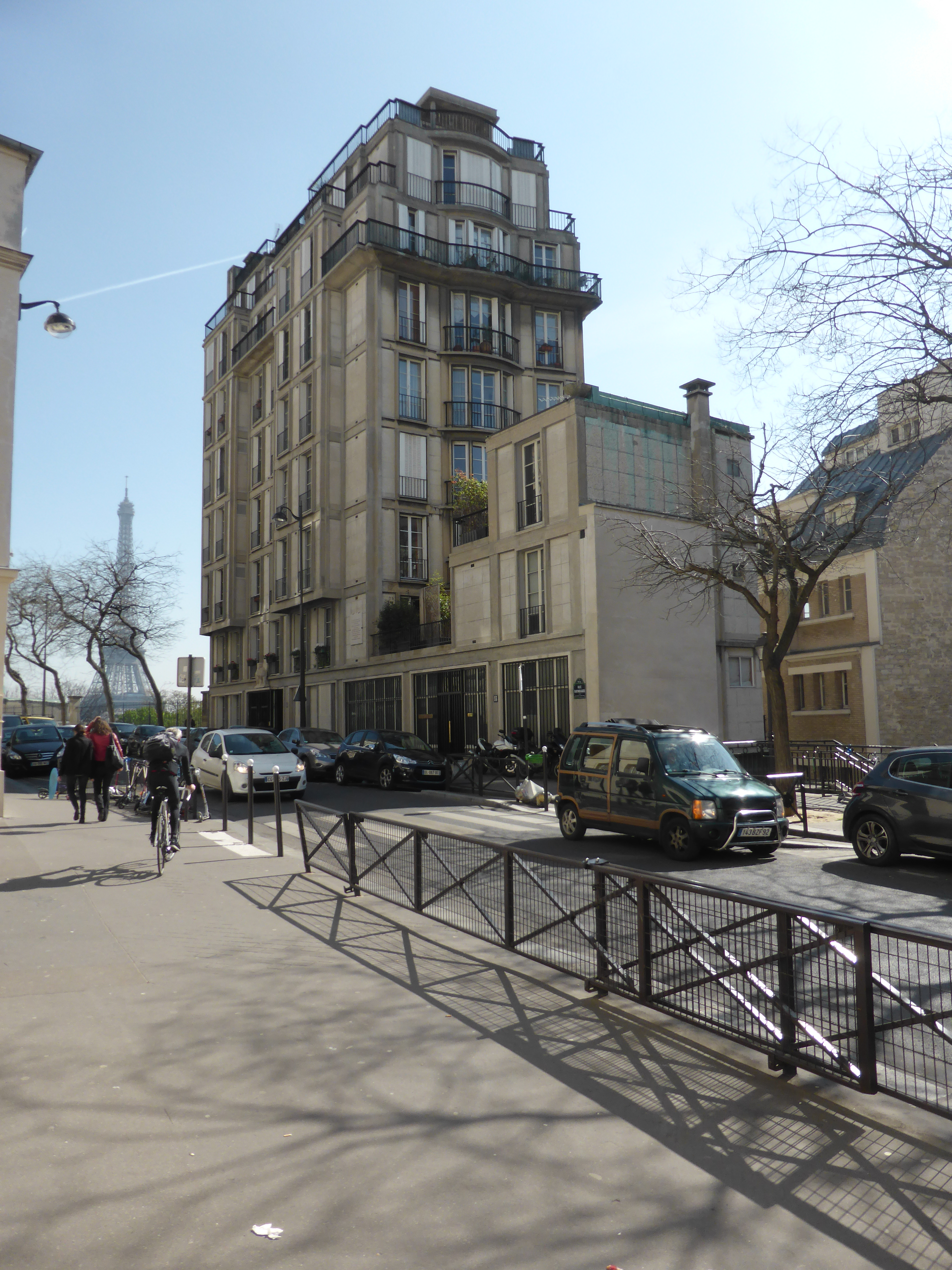
Дом на улице Рейнуар в Париже (1929-32) Арх. О. Перре

Попытка отойти от академических установок и соответствовать требованиям сегодняшнего дня заметна в провидческих проектах и постройках Огюста Перре и Тони Гарнье — например, в их работах в Лионе в 20-30 гг., где благодаря Эдуарду Эррио, мэру Лиона, они смогли осуществить значительную часть своих замыслов.
В частности, Тони Гарнье построил здесь рыночное здание (ныне Городской зал им. Тони Гарнье), школу ткачества и «образцовый» жилой район — так наз. Городок Соединённых Штатов, 1921—34). Оригинальным с точки зрения внутренней организации выглядит здание ратуши в Булонь-Бийанкуре (арх. Т. Гарнье совместно с Ж. Деба-Понсан. Проект: 1925—33, строительство: 1931—34). Гарнье преподавал в Лионской региональной школе архитектуры. Спустя годы Лион отдал дань уважения архитектору: в 1992 г. здесь был открыт музей Тони Гарнье.
Огюст Перре — важнейший представитель раннего модернизма, сыгравший большую роль в становлении новой архитектуры во Франции, он одним из первых начал строить полностью железобетонные здания. Перре пытался совместить рациональные конструктивные приёмы с неоклассической стилистикой, что особенно заметно в его работах 20—30-х гг. Среди его знаковых проектов — церковь Нотр-Дам-дю-Ренси (1922—1923, Ле-Ренси). Здание стало одним из первых примеров использования железобетона в сакральной архитектуре. Перре создал аскетичное, но величественное пространство с тонкими открытыми ж/б опорами внутри, демонстрирующими неограниченные конструктивные возможности этого материала.
Другой показательный пример его авторства — жилой дом в 11 этажей на улице Рейнуар в Париже, построенный в 1929—1932 гг. Система железобетонных колонн, пронизывающих все здание снизу доверху, формирует совершенно новый характер внутренних пространств, открытых, наполненных светом и воздухом.

#### Ле Корбюзье

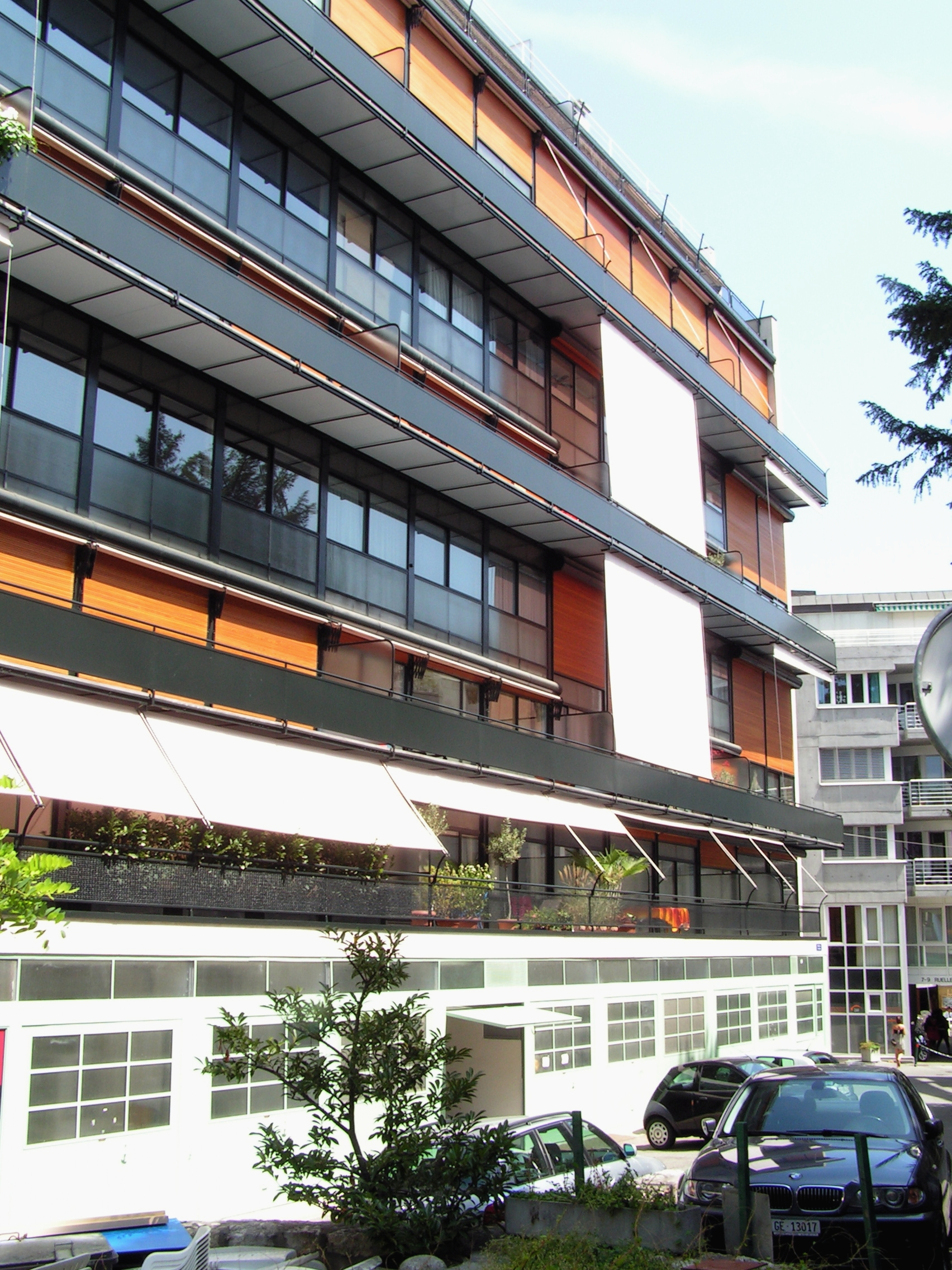
Дом Кларте (Дом Света, 1931) в Женеве. Арх. Ле Корбюзье.

Ключевой фигурой «new movement» не только во Франции, но и в Европе был Ле Корбюзье (Шарль-Эдуар Жаннере), швейцарец-эмигрант, чьи «Пять отправных точек архитектуры» (свободный план, ленточные окна, опоры-столбы, плоская крыша и свободный фасад) стали манифестом модернистской эстетики. Свои теоретические изыскания собрал воедино в сборнике «К архитектуре» (1923). В 1925 году для Международной выставки современных декоративных и промышленных искусств в Париже Корбюзье спроектировал и построил павильон «Эспри Нуво», представляющий собой образчик современного дома — новаторский архитектурный эксперимент, полный сюрпризов.
В своих теоретических поисках Ле Корбюзье обратился к идее современного города, в котором воплощены новейшие градостроительные идеи: отказ от классических методов плотной застройки, создание больших озелененных пространств и сети дорог для все возрастающего потока автомобилей. В 1925 году Ле Корбюзье совместно со своим компаньоном Пьером Жаннере предложил так называемый План Вуазен, план реконструкции центрального ядра Парижа. По замыслу авторов это большой городской комплекс с идеально правильной геометрией, организованный на прямоугольной сетке городских проездов. Офисы, банки и центры управления сконцентрированы в восемнадцати стеклянных небоскребах, а остальную часть плана занимает горизонтальная жилая застройка, расположенная в зелёной зоне. В целом план Вуазен явился смелой революционной концепцией, идеями которой архитекторы смогли воспользоваться только десятилетия спустя.
Переход Ле Корбюзье от общих теорий типового жилищного строительства к практике ознаменовало строительство поселка Фрюже в Пессаке (1924—1926). Двух- и трехэтажные дома разного типа построены на основе горизонтальной сетки квадратов 5,00 × 5,00 м (что соответствовало размеру стандартной ж/б балки перекрытия). Лаконичность объёмов, горизонтальные крыши-террасы, ленточные окна во весь фасад, лестницы на наружных торцах, стены, окрашенные в броские локальные цвета, козырьки-навесы на крышах — вот наиболее характерные черты этого поселка, выстроенного в строгом соответствии с доктринами его автора.
Здания, в которых архитектурные концепции Корбюзье нашли наиболее полное выражение — это его так называемые парижские «белые виллы» 20—30-х годов, выполненные в строгом модернистском ключе и наглядно иллюстрирующие идею «дом — машина для жилья». Всего их около десяти, самые известные из них это: вилла Ла Рош / Жаннере (1923—1925, Париж), вилла Штейн (1926—1927, Вокрессон, Париж), вилла Савой (1929—1931, Пуасси, Париж). Открытый план, связь внутренних и внешних пространств, а также строгая геометрия объёмов и обилие оригинальных деталей делают эти здания примером нового подхода в архитектуре. Ещё два подобных дома построены Корбюзье для архитектурной выставки в поселке Вайсенгоф в Германии (1927).
В начале 30-х гг. Ле Корбюзье построил несколько больших общественных зданий, представляющих собой квинтэссенцию его формальных поисков этого периода — Швейцарский павильон в Интернациональном студенческом городке в Париже (1930—1933); Дом-убежище Армии Спасения (1926—1933); Дом Центросоюза в Москве (1928—1936). Это все многоэтажные здания со сплошным остеклением фасадов, что по тем временам выглядело отважным экспериментом — в Европе не существовало отработанной технологии подвесных стеклянных экранов. Интерес представляют многоквартирные жилые постройки Корбюзье: Порт-Молитор в Париже (с апартаментами самого Корбюзье в верхнем этаже, 1931—1933) и дом Кларте в Женеве, Швейцария (1930—1931) — девятиэтажная постройка на 45 квартир, с балконами-террасами во весь фасад и с большими поверхностями стекла на фасаде.
В 1932 году Корбюзье принял участие в международном конкурсе на новый Дворец Советов в Москве, представив жюри крайне необычный конструктивистский проект.
Ле Корбюзье был организатором и активным участником Конгрессов современной архитектуры, объединивших передовых архитекторов Европы. Он же был автором так называемой Афинской хартии — документа, в котором были изложены новые принципы архитектуры и градостроительства. Афинская хартия принята конгрессом CIAM в 1933 году.

#### Робер Малле-Стивенс

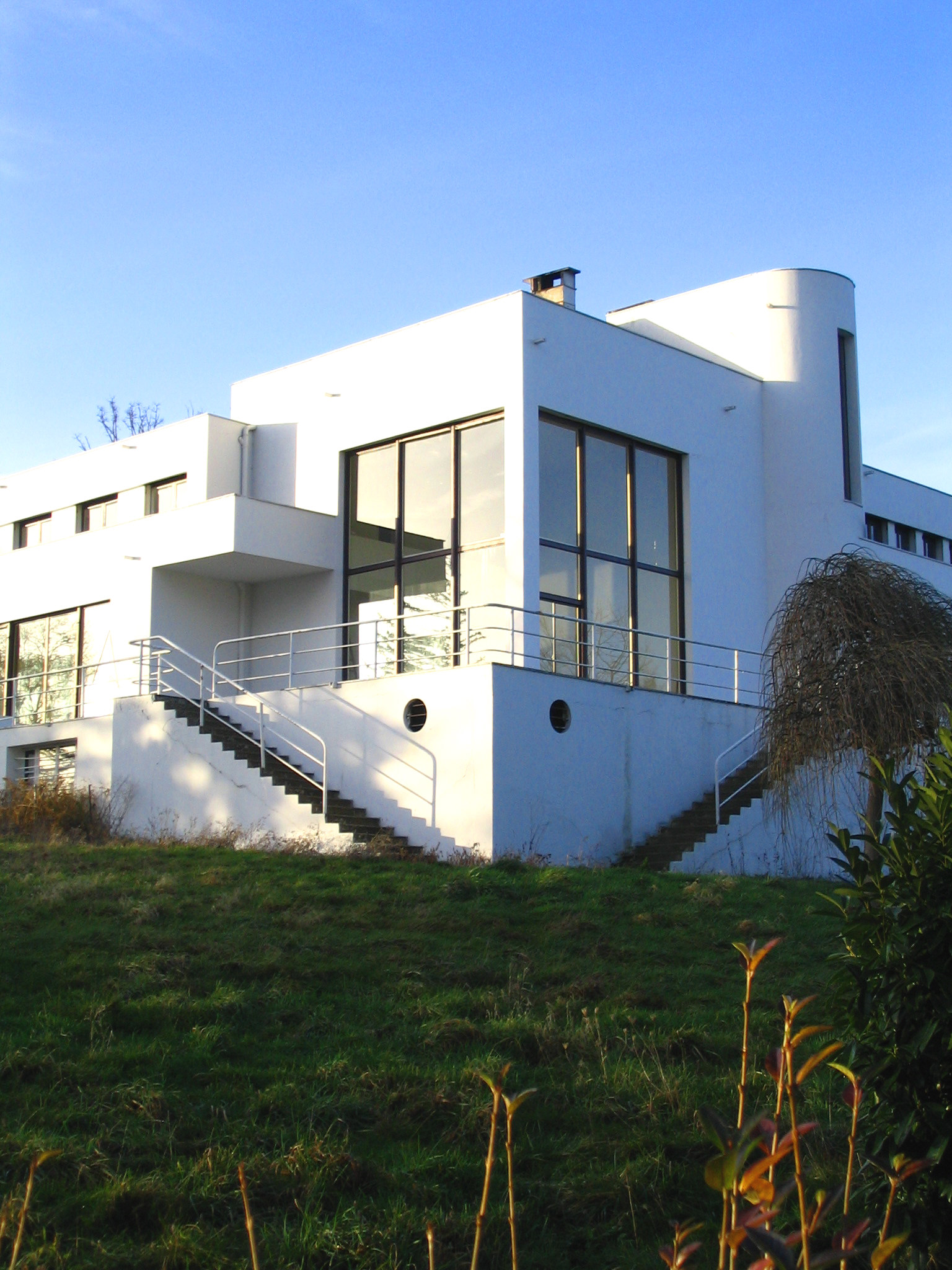
Дом Поля Пуаре, Рут д’Апремон, Мези-сюр-Сен. Арх. Р. Малле-Стивенс

Архитектор, декоратор, педагог Робер Малле-Стивенс — важная фигура межвоенного периода, один из ведущих французских архитекторов-модернистов. Это архитектор богатых элитных вилл по преимуществу. Его постройки отличались, как правило, динамикой сложносочиненных форм, элегантностью решений, вниманием к деталям. Среди его ключевых работ:
- Вилла Ноай (1923—1925, г. Йер). Построена для мецената Шарля де Ноай, выразительный пример новой архитектуры, функциональной и эстетически утонченной. Здание включало обширные открытые пространства, огромные окна и сады на крыше.
- Вилла Кавруа в Круа, недалеко от Лилля.
- Дом Поля Пуаре в Мези-сюр-Сен.
- Улица Малле-Стивенса в Париже (1926—1927). Ансамбль из нескольких индивидуальных жилых домов в 16-м округе Парижа с использованием броских призматических форм.

Робер Малле-Стивенс был чрезвычайно активен и разнообразен в профессии: помимо архитектуры, занимался преподаванием, публиковал статьи, писал специальные книги, участвовал в Конгрессах CIAM. Также работал художником-декоратором в кино, проявил себя как дизайнер мебели. Почти все его постройки включены в списки исторических и архитектурных памятников и находятся под защитой государства.

#### Постройки других архитекторов-модернистов Франции этого периода
- Социальное жилье с бассейном в Париже. Арх. А. Соваж (Проект: 1913—19, строительство: 1922—27)
- Дома-ателье художников в квартале художников «Вилла Сёра».в 14-м округе Парижа. (1924—1926) Арх. А. Люрса
- Дом-мастерская Ханы Орловой в квартале «Вилла Сёра» в Париже (1927, сейчас музей) Арх. О. Перре
- Стеклянный дом в Париже. Арх-ры: П. Шаро, Б. Бейвут, Л. Дальбе. (Проект: 1927—28, строительство:1928—31)
- Школа имени Карла Маркса в г. Вильжюиф (1933) Арх. А. Люрса
- Вилла Цивелли в Париже. Арх. Жан Велц. (1933, разрушена и отстроена заново)
- Школа под открытым небом в Сюрене (1935) Арх-ры Эжен Бодуэн, Марсель Лодс
- Народный Дом (фр. Maison du Peuple) в Клиши. Арх-ры: Жан Пруве и др. (Проект: 1935—37, строительство: 1937—39)
- Дворец Шайо на Всемирной выставке 1937 года в Париже (1937), пример архитектуры ар-деко — модернизма
- Токийский дворец — Музей современного искусства в Париже (1937).

Видные французские архитекторы этого периода:
Огюст Перре, Тони Гарнье, Ле Корбюзье, Робер Малле-Стивенс, Анри Соваж, Андре Люрса.

## Классические примеры модернизма в архитектуре
- Здание Баухауса в Дессау. В. Гропиус, 1926−1929;
- Выставочный павильон Германии в Барселоне. Мис Ван дер Роэ, 1929;
- Вилла Савой в Пуасси. Ле Корбюзье, 1930;
- Жилые комплексы «Хай-пойнт-1» и «Хай-пойнт-2» в Лондоне. Б. Лубеткин, 1936;
- Санаторий в Паймио. А. Аалто, 1933;
- Архитектура города Чандигарх, Индия. Ле Корбюзье, П. Жаннере и др.;
- Новая столица Бразилии, город Бразилиа. Л. Коста, О. Нимейер, 1950-е годы;
- Здание «Сигрем» в Нью-Йорке. Мис ван Дер Роэ, Ф. Джонсон, 1958;
- Музей Гуггенхайма в Нью-Йорке. Фрэнк Ллойд Райт, 1955;
- Жилой комплекс «Хабитат» на Экспо-67 в Монреале. М. Сафди, 1967;
- Парламентское здание «Улей» в Веллингтоне. Бэзил Спенс, 1981;
- Здание «Госпрома» в Харькове. Сергей Серафимов, 1928.